# Sibsagar
Sibsagar là một thành phố và là nơi đặt ban đô thị (municipal board) của quận Sibsagar thuộc bang Assam, Ấn Độ.

## Địa lý
Sibsagar có vị trí 26°59′B 94°38′Đ / 26,98°B 94,63°Đ Nó có độ cao trung bình là 95 mét (311 feet).

## Nhân khẩu
Theo điều tra dân số năm 2001 của Ấn Độ, Sibsagar có dân số 54.482 người. Phái nam chiếm 56% tổng số dân và phái nữ chiếm 44%. Sibsagar có tỷ lệ 81% biết đọc biết viết, cao hơn tỷ lệ trung bình toàn quốc là 59,5%: tỷ lệ cho phái nam là 83%, và tỷ lệ cho phái nữ là 79%. Tại Sibsagar, 10% dân số nhỏ hơn 6 tuổi.